# Kölner Philharmonie

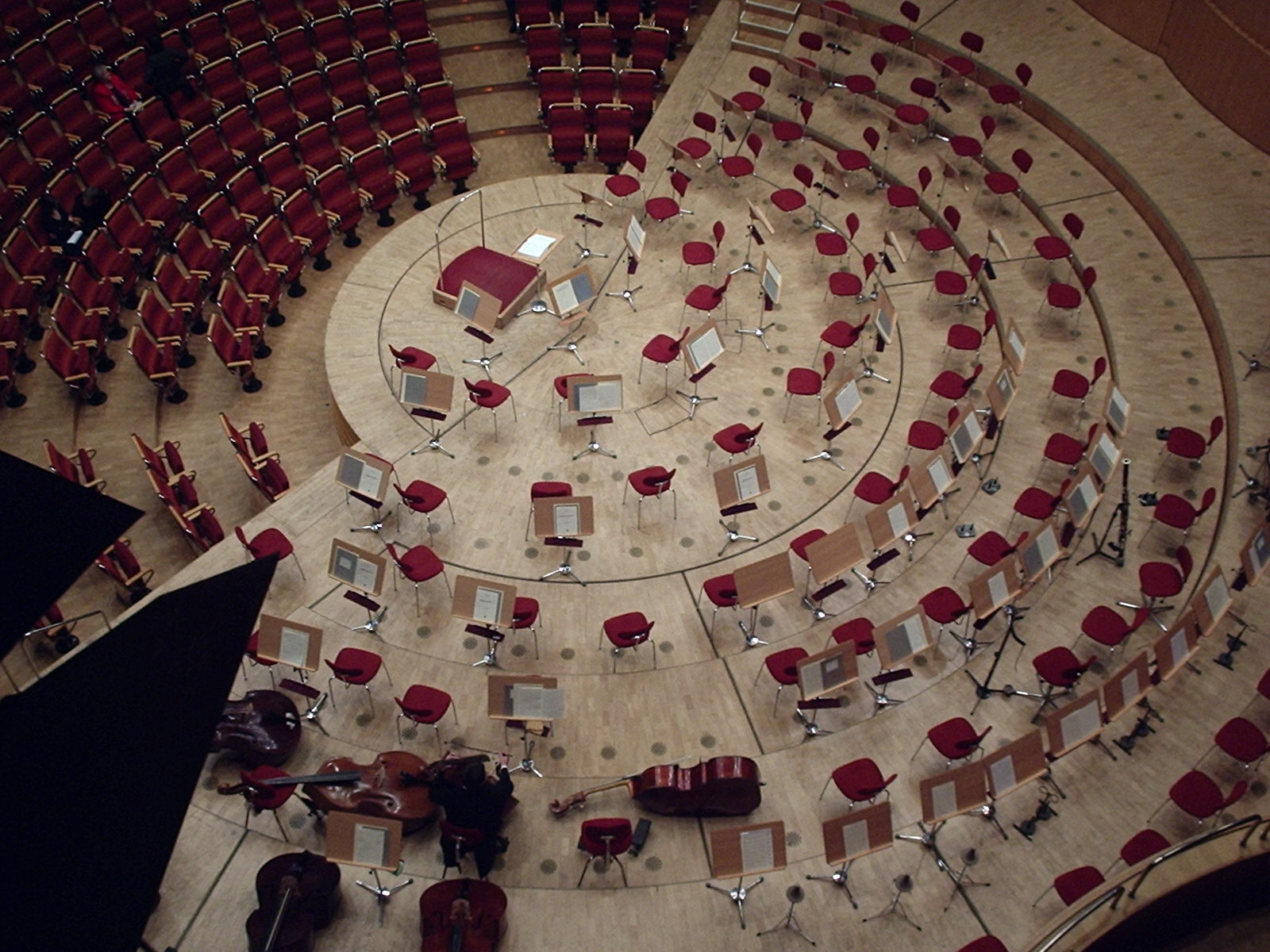
Vista cenital de la Kölner Philharmonie.

Kölner Philharmonie es la  sala de conciertos de la ciudad de Colonia, Alemania y sede de la orquesta de Gürzenich y la de la Radio de Colonia.
Fue inaugurado en 1986 y pertenece al complejo del Museo Ludwig de la ciudad, tiene capacidad para 2000 espectadores sentados en anfiteatro y un órgano de 5394 tubos.
Se calcula que se realizan anualmente 400 eventos que concitan a 600,000 personas entre conciertos de música clásica y popular.